# Superekslibris

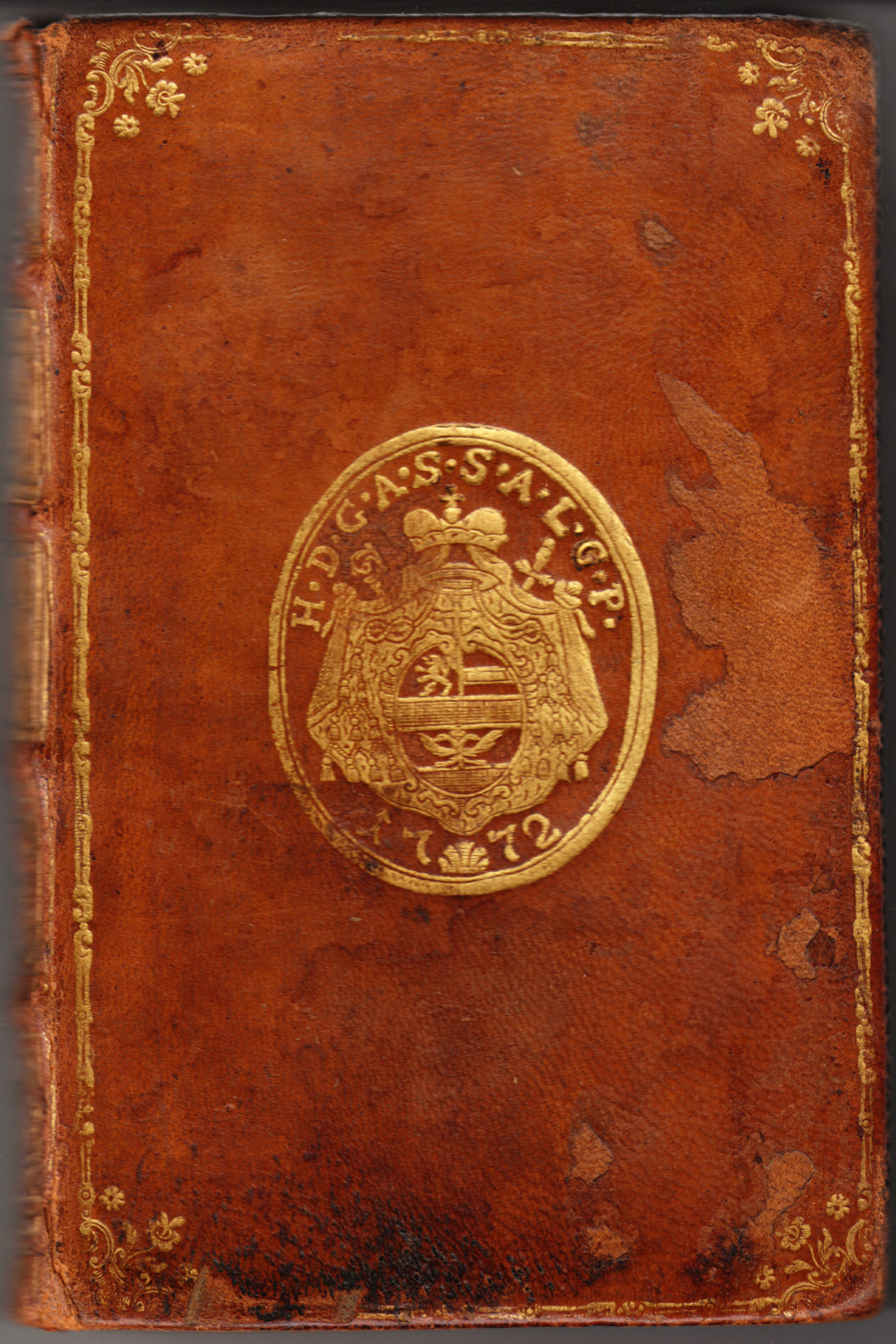
Superekslibris z herbem arcybiskupa Salzburga, XVIII w.

Superekslibris (z łac. super – wyższy, ex libris – z ksiąg) – szczególna forma ekslibrisu, znaku własnościowego książki, stanowiąca część wystroju introligatorskiego oprawy.
Superekslibrisy pojawiły się wcześniej niż właściwe ekslibrisy, wklejane na osobnych karteczkach na wewnętrznej stronie okładki, już w XIV w. Zazwyczaj wykonane były techniką tłoczenia, często ze złoceniem, i przedstawiały motywy heraldyczne lub inicjały, najczęściej umieszczane centralnie w polu oprawy. Stosowane najczęściej na bibliofilskich oprawach skórzanych, ale czasem również płóciennych i papierowych.
Arkadiusz Wagner napisał monografię superekslibrisu na ziemiach II Rzeczypospolitej od średniowiecza do potopu szwedzkiego:
A. Wagner, Superekslibris polski. Studium o kulturze bibliofilskiej i sztuce od średniowiecza do połowy XVII wieku, Wydawnictwo Naukowe Uniwersytetu Mikołaja Kopernika, Toruń 2016 ISBN 978-83-231-3717-7.
Istnieją też książki katalogujące polskie superekslibrisy:
- M. Sipayłło, Polskie superexlibrisy XVI-XVIII wieku w zbiorach Biblioteki Uniwersyteckiej w Warszawie, Instytut Wydawniczy „PAX”, Warszawa 1988
- M. Cubrzyńska-Leonarczyk, Polskie superekslibrisy XVI-XVIII wieku w zbiorach Biblioteki Uniwersyteckiej w Warszawie: centuria druga, Biblioteka Narodowa, Warszawa 2001